# Бруер, Ли
Ли Бру́ер (англ. Lee Breuer; 6 февраля 1937, Филадельфия — 3 января 2021) — американский драматург и театральный режиссёр.

## Биография
Окончил Калифорнийский университет в Лос-Анджелесе, учился в Сан-Францисской актёрской студии. В 1965 году отправился в Европу, где продолжил образование, работал в «Берлинер ансамбль» и у Ежи Гротовского. В 1970 вместе с Ф. Глассом и др. основал в Нью-Йорке авангардный театр Mabou Mines, действующий по сей день. Наиболее известная постановка Бруера — спектакль «Евангелие в Колоне» с Морганом Фрименом (1985), номинировавшийся на Пулитцеровскую премию, премии Оби, Эмми и множество других, показанный впоследствии во многих городах мира, включая Москву.

## Преподавание
Преподавал в Гарварде, Йеле, Стэнфорде и др. университетах США.

## Признание и награды
Получил стипендию Гуггенхайма в 1977 году. Неоднократно удостаивался премии Obie за постановку «Кукольного дома» Генрика Ибсена (2004), пьес Беккета и др.

## Постановки в России
В 2010 году Ли Бруер поставил в Саратовском театре юного зрителя пьесу Сэма Шепарда «Проклятье голодающего класса». Это его первая постановка в России.